# Praslin (Aube)
Praslin és un municipi francès situat al departament de l'Aube i a la regió del Gran Est. L'any 2007 tenia 56 habitants.

## Demografia

### Població
El 2007 la població de fet de Praslin era de 56 persones. Hi havia 25 famílies de les quals 7 eren unipersonals (7 dones vivint soles i 7 dones vivint soles), 11 parelles sense fills i 7 parelles amb fills.
La població ha evolucionat segons el següent gràfic:
Habitants censats

### Habitatges
El 2007 hi havia 38 habitatges, 27 eren l'habitatge principal de la família, 7 eren segones residències i 4 estaven desocupats. Tots els 38 habitatges eren cases. Dels 27 habitatges principals, 25 estaven ocupats pels seus propietaris i 2 estaven llogats i ocupats pels llogaters; 1 tenia dues cambres, 7 en tenien tres, 5 en tenien quatre i 14 en tenien cinc o més. 25 habitatges disposaven pel capbaix d'una plaça de pàrquing. A 14 habitatges hi havia un automòbil i a 8 n'hi havia dos o més.

### Piràmide de població
La piràmide de població per edats i sexe el 2009 era:
| Homes | Edats   | Dones |
| ----- | ------- | ----- |
| 0     | 95 o +  | 0     |
| 0     | 90 a 94 | 0     |
| 0     | 85 a 89 | 0     |
| 0     | 80 a 84 | 0     |
| 4     | 75 a 79 | 4     |
| 0     | 70 a 74 | 4     |
| 4     | 65 a 69 | 4     |
| 4     | 60 a 64 | 4     |
| 0     | 55 a 59 | 0     |
| 0     | 50 a 54 | 0     |
| 4     | 45 a 49 | 4     |
| 4     | 40 a 44 | 4     |
| 4     | 35 a 39 | 4     |
| 0     | 30 a 34 | 0     |
| 4     | 25 a 29 | 0     |
| 8     | 20 a 24 | 0     |
| 0     | 15 a 19 | 0     |
| 4     | 10 a 14 | 4     |
| 0     | 5 a 9   | 0     |
| 0     | 0 a 4   | 0     |

## Economia
El 2007 la població en edat de treballar era de 38 persones, 23 eren actives i 15 eren inactives. De les 23 persones actives 20 estaven ocupades (14 homes i 6 dones) i 3 estaven aturades (1 home i 2 dones). De les 15 persones inactives 6 estaven jubilades, 3 estaven estudiant i 6 estaven classificades com a «altres inactius».
Activitats econòmiques
Dels 4 establiments que hi havia el 2007, 1 era d'una empresa de construcció, 1 d'una empresa de comerç i reparació d'automòbils, 1 d'una empresa d'hostatgeria i restauració i 1 d'una empresa classificada com a «altres activitats de serveis».
L'únic servei als particulars que hi havia el 2009 era un paleta.
L'any 2000 a Praslin hi havia 7 explotacions agrícoles que ocupaven un total de 875 hectàrees.

## Poblacions més properes
El següent diagrama mostra les poblacions més properes.